# Eri Sawachika
Eri Sawachika (沢近 愛理 Sawachika Eri?) es un personaje del manga/anime School Rumble. Amiga de Tenma Tsukamoto y alumna de la clase 2-C. Es uno de los personajes más populares de la serie.

## Historia
En un comienzo es presentada como el estereotipo de la niña rica que suele mostrase en historias similares, pero a medida que avanza la serie el personaje revela profundidad. Eri Sawachika es del grupo de amigas de Tenma Tsukamoto; su padre es británico y su madre japonesa. Eri tiene una pobre relación con sus padres debido a que estos, especialmente su padre, están siempre muy ocupados y no le dedican mucho tiempo, por ello tiene una relación muy cercana con Nakamura su mayordomo, quien además de servirla en muchos aspectos se ha convertido en una figura paterna. 
Se caracteriza también porque acostumbra fingir una sonrisa de niña buena y comprensiva cuando en verdad se encuentra eufórica o enojada, esto porque se la inculcado mantener una imagen adecuada frente a los demás como se supone lo exige su estatus, pero al conocer a Mikoto, logró abandonar tal costumbre al menos frente a su grupo de amigos; además ella misma reconoce que frente a Harima es incapaz de fingir y se muestra de forma genuina.
Es una alumna buena y destaca en matemáticas, veloz atleta y muy buena en el teatro, pero no sabe nadar. Es la segunda peor cocinera de la serie después de Tenma Tsukamoto; aun el onigiri, toma un sabor espantoso cuando lo prepara, pero no tanto como el de Tenma (para Harima, comer lo que prepara Eri equivale a ser pisoteado por un Hipódromo entero, mientras que la comida de Tenma equivale a ser arrollado por una manada de Mammuts en estampida a los pies de un volcán en erupción en medio de un desierto prehistórico).
Es la única persona además de Harima que puede usar el "Hariken kick" y a pesar de que se trata de una jovencita delicada y frágil ha logrado lo nadie más en la ciudad y que es el sueño de Tennouji, golpear y aturdir a Harima a gusto cada vez que se molesta.

## Vida Amorosa
Es muy popular con los chicos aunque no les hace caso, cosa que Harima le critica ya que los desprecia de manera dura; él la llama Ojou que significa señorita en japonés; pero como un término usado para las mujeres que poseen dinero o puestos de poder, al castellano se traduce por lo general como Princesa, sin embargo cabe recalcar que Harima, al no incluir el honorífico sama, utiliza el término no como una denotación de respeto, sino en forma burlesca, como contraparte a la costumbre que Eri tiene de llamarlo en forma despectiva Hige, que significa bigotudo o barbudo.
En un momento durante la primera temporada, Eri desea prepararle una cena sorpresa a su padre, pero éste se va de viaje mientras ella está en el supermercado, por lo que queda sola y triste en medio de la lluvia, allí la encuentra Harima, quien la acompaña hasta su casa compartiendo su paraguas en un intento de hacerla sentir mejor y sin otra intención (en Japón, el compartir paraguas es algo que solo hacen las parejas). A partir de ese momento, Eri comienza a sentirse atraída por Harima, lo cual lleva a ciertos inconvenientes cuando él se le declara al confundirla con Tenma, ya que ésta no abandona su postura fría hacia él y jamás se entera de que tal declaración no era para ella; y al contrario de lo que Harima cree, el trato duro de Eri no es porque le discrimine por su condición social, sino por celos y desilusión ya que oír a Harima confesándose, según ella misma pensara en ese momento, fue la demostración de amor más intensa y genuina que había visto, pero que mientras se le declaraba apareció Tae y se lo llevó. Estas emociones y el no querer reconocerlas abiertamente le causarán más de algún problema, llegando incluso a enemistarla temporalmente con Mikoto, su mejor amiga.
Sostiene muchos conflictos consigo misma ante el hecho de ser de familia rica y amar a un delincuente juvenil, pero aun así siempre guarda la esperanza que resulte una relación con Harima. En una ocasión, Tenma le encargó que le preguntara a Harima sus gustos sobre mujeres y este respondió honestamente sin darse cuenta de que describía a Eri, pero creyendo que era Tenma la interesada, agregó que le gustaban las mujeres con coletas, para su desgracia, Eri usa coletas y Yakumo en algunas ocasiones también; posteriormente, enfadado con Yoshidayama, agregaría que odia a los rubios, lo que solo aumentó la confusión de Eri.
Es muy celosa y se molesta bastante cuando comienzan a esparcirse los rumores que hablan de una relación entre Harima y Yakumo o cuando los ve compartir tiempo personal; pero ignora que el muchacho está interesado en Tenma (Aunque en ediciones posteriores en el manga, comienza a sospechar). Sus celos se dirigen hacia Tae, quien interrumpió la confesión de amor que le hacía Harima y se ha declarado abiertamente rival de Eri, pero en especial hacia Yakumo desde la ocasión en que Eri bordó el nombre de Harima en su chaqueta como agradecimiento a que este le dedicara su victoria en una carrera y Yakumo, sin saber que era un regalo de Eri y malentendiendo un comentario de Harima, lo quitó por estar mal hecho y lo bordó nuevamente, ganándose así la enemistad de Eri. 
Más tarde, la enemistad de Eri con Yakumo se acrecienta debido a varios incidentes y rumores en que Harima con Yakumo son confundidos con novios y los cuales ella misma se encarga de esparcir por celos; pero durante la segunda temporada, al tener que participar Harima y Yakumo por un accidente en la obra del 2-C, ambas logran limar asperezas, aunque continúan su rivalidad por Harima. Recientemente Eri descubre los sentimientos de Harima por Tenma y empieza a ignorarla, para más tarde volver a reconciliarse y mientras tanto su relación con Harima toma otros rumbos que conllevan a que este se haga pasar por su prometido en dos ocasiones.
En los últimos capítulos del manga no se muestra algún avance en la relación entre Harima y Eri, incluso mostrando una total indiferencia. Hacia el desenlace de la historia Eri reconocería a Harima que muchos de los sentimientos que despiertan en ella hacia él es gracias al trato genuino y relajado que el joven tiene hacia ella y que ha deseado recibir desde siempre por parte de amigos y compañeros que la tratan como a alguien diferente por su dinero y aspecto, viéndolo a él como un símbolo de la libertad, espontaneidad y sinceridad que su posición, educación y estatus no le permiten disfrutar.
En School Rumble Z la historia llega a su fin, mostrándose que Yakumo en un futuro lejano, renuncia a su amor por Harima, diciendo que hay alguien igual de testarudo que Harima que tiene más oportunidades de formar pareja con él, haciendo referencia a Eri. Y en el último capítulo, en el día de la graduación, se muestra una parte del futuro de Harima y Eri como esposos visitando a Tenma y Karasuma para presentarles a su hijo.
- Datos: Q2376343